# عبد العزيز بن عطية الله آل خليفة
عبد العزيز بن عطية الله آل خليفة من عائلة آل خليفة الحاكمة في مملكة البحرين. والده هو عطية الله بن عبد الرحمن آل خليفة ووالدته شيخة بنت راشد آل خليفة.

## السيرة الذاتية
وصل إلى رتبة عقيد في قوة دفاع البحرين في عام 1988. تولى منصب الأمين العام للجنة الأولمبية البحرينية من 1993 إلى 1996. عين محافظا لمحافظة العاصمة من 2001 إلى 2003. رئيس جهاز الأمن الوطني بدرجة وزير من 2003 إلى 2005. مستشار رئيس الوزراء للشئون الأمنية من 2005. سبق له تعيينه في منصبي وزير الدولة لشئون مجلس الوزراء ونائب رئيس ديوان الخدمة المدنية.

## الأوسمة
- وسام النهرين من العراق من الدرجة الرابعة عام 1983.
- وسام البحرين من الدرجة الخامسة عام 1986.
- وسام الشيخ عيسى بن سلمان آل خليفة من الدرجة الثانية عام 2000.

## الأسرة
متزوج من فتوح بنت أحمد آل خليفة وأنجب:
- أحمد بن عبد العزيز آل خليفة.
- سلطان بن عبد العزيز آل خليفة.
- راشد بن عبد العزيز آل خليفة.